# 文頓·瑟夫
文顿·格雷·瑟夫（英語：Vinton Gray Cerf，1943年6月23日—），美國網際網路先驅，被公認為「網際網路之父」之一，與TCP/IP共同發明者羅伯特·卡恩共享了這一頭銜。他的貢獻一再得到承認和讚揚，榮譽學位和獎項包括國家技術勳章、圖靈獎、總統自由勳章、馬可尼獎和美國國家工程院成員。